# او نزد من آمد
او نزد من آمد (انگلیسی: She Came to Me) یک فیلم کمدی رمانتیک آمریکایی محصول سال ۲۰۲۳ به نویسندگی و کارگردانی ربکا میلر است. در این فیلم پیتر دینکلیج، مریسا تومی، یوانا کولیگ، برایان دارسی جیمز و ان هتوی به ایفای نقش پرداخته‌اند.
مراسم نمایش جهانی او نزد من آمد در هفتاد و سومین جشنواره بین‌المللی فیلم برلین در ۱۶ فوریه ۲۰۲۳ برگزار و در ۶ اکتبر ۲۰۲۳ توسط ورتیکال انترتینمنت اکران شد.

## داستان
آهنگساز استیون لادم به طرز خلاقانه‌ای محدود شده و نمی‌تواند ساخت موسیقی برای بازگشتش را به تکمیل برساند. او بنا به درخواستِ همسرش پاتریشیا به جستجوی منبع الهام می‌رود.

## بازیگران
- پیتر دینکلیج در نقش استیون لادم[۱]
- مریسا تومی در نقش کاترینا[۱]
- یوانا کولیگ در نقش ماگدالنا[۱]
- برایان دارسی جیمز در نقش تری[۱]
- ان هتوی در نقش پاتریشیا، همسر استیون[۱]
- کریس گثارد در نقش بیمار پاتریشیا
- دیل سولز در نقش خاله موکسی
- هارلو جین در نقش ترزا[۱]
- ایوان الیسون در نقش جولیان[۱]
- آلوک مهتا در نقش آنتون[۱]

## تولید
در سال ۲۰۱۷، استیو کرل، ایمی شومر و نیکول کیدمن همگی قبلاً برای بازی در این فیلم در نظر گرفته شده بودند. در سال ۲۰۲۱، ان هتوی، طاهر رحیم، مریسا تومی، یوانا کولیگ و متیو برودریک برای بازی در این فیلم تأیید شدند. رحیم و برودریک بعداً پروژه را ترک کردند.
قرار بود عکاسی اصلی در اواخر سال ۲۰۲۱ در شهر نیویورک آغاز شود، اما تا آوریل ۲۰۲۲ آغاز نشد.

## انتشار
این فیلم در هفتاد و سومین جشنواره بین‌المللی فیلم برلین در ۱۶ فوریه ۲۰۲۳ به نمایش درآمد. در مهٔ ۲۰۲۳، ورتیکال انترتینمنت حقوق پخش فیلم در ایالات متحده را به دست آورد و این فیلم را در ۶ اکتبر ۲۰۲۳ منتشر کرد. پیش از این قرار بود در ۲۹ سپتامبر ۲۰۲۳ منتشر شود.

## بازخورد
در وبگاه جمع‌آوری نقد راتن تومیتوز، ٪۴۶ از ۵۴ بررسی منتقدان مثبت است و میانگینِ امتیاز آن ۵٫۷/۱۰ است. این فیلم در متاکریتیک که از میانگین وزنی استفاده می‌کند، بر اساس نظر ۲۰ منتقدین امتیاز ۵۳ از ۱۰۰ را کسب کرده که نشان‌گر «نقدهای مختلط یا متوسط» است.